# 8992 Magnanimity
8992 Magnanimity è un asteroide della fascia principale. Scoperto nel 1980, presenta un'orbita caratterizzata da un semiasse maggiore pari a 2,3897991 UA e da un'eccentricità di 0,2104139, inclinata di 7,91113° rispetto all'eclittica.